# ABM-avtalet
ABM-avtalet eller SALT 1-avtalet (officiellt: Avtalet mellan Förenta Staterna och Sovjetunionen om begränsning av antiballistiska missilsystem) är ett bilateralt internationellt avtal som ingicks den 26 maj 1972 i Moskva mellan USA och Sovjetunionen med syfte att starkt begränsa användningen av antiballistiska robotar. Ett tilläggsprotokoll undertecknades i Vladivostok den 24 november 1974 där användningen av denna typ av försvarssystem begränsades ytterligare. Avtalet kom senare att resultera i ett andra avtal, SALT II-avtalet, som dock aldrig fick samma betydelse.
Med hänvisning bland annat till det ökade hotet från så kallade "skurkstater" valde USA år 2001 att säga upp ABM-avtalet. Detta skedde helt enligt de överenskommelser som stod i avtalet. Uppsägningen trädde i kraft den 13 juni 2002.

## Tillkomst
Tidigare försök att bromsa den snabba ökningen av strategiska vapen på en multilateral nivå hade i regel misslyckats, fram till dess att icke-spridningsavtalet ingicks 1 juli 1968. En utveckling därifrån haltade på grund av både externa och interna anledningar, men i januari 1969 började USA och Sovjetunionen diskutera utvecklandet av ABM-avtalet. På grund av oenigheter i detaljer om exempelvis vilka vapen som skulle ingå i avtalet och hur avtalets framtida utveckling skulle te sig var diskussionen en långdragen process, men den 26 maj 1972 undertecknade Richard Nixon och Leonid Brezjnev två avtal: en interimöverenskommelse om tillvägagångssätt för att minska berörda vapen, samt ABM-avtalet om själva begränsningen av dem. För första gången hade nu Sovjetunionen och USA kommit överens om en begränsning av kärnvapen.
Avtalet ratificerades av den amerikanska senaten den 3 augusti 1972, och trädde i kraft 3 oktober 1972.

## Villkor
Genom ABM-avtalet tilläts de båda länderna endast skydda respektive lands huvudstad och ett område med silosar för interkontinentala ballistiska robotar med ABM-system, varje system beväpnat med maximalt 100 stycken antiballistiska robotar. På grund av att ett ABM-system lätt kan besegras av en resursstark anfallare genom att helt enkelt skicka fler robotar, ansåg USA att det inte var lönt att ens försöka skydda Washington, D.C. Moskva var och är därmed den enda staden i världen som skyddas av ABM-system. USA hade Safeguard programmet under utveckling som syftade till att skydda robotfälten med LGM-30 Minuteman robotar mot mindre anfall och byggnationer hade påbörjats vid tre olika robotfält. När avtalet trädde i kraft så övergav man arbetena vid robotfältet i Missouri, senare övergavs arbetena även i Montana.
Efter 1 juli 1972 var konstruktionen av landbaserade interkontinentala ballistiska robotar inte längre tilläts, även om påbörjade konstruktioner tilläts avslutas. Äldre versioner eller liknande modeller fick ej heller konverteras. SLBM-robotar och tillhörande ubåtar begränsades också av avtalet: USA tilläts ha ej fler än 710 SLBM-robotar och 44 tillhörande ubåtar medan Sovjetunionen begränsades till 950 robotar och 62 ubåtar.
Genom avtalet var parterna även skyldiga att fortsätta förhandlingar om att begränsa de strategiska vapnen. Med hjälp av National technical means of verification (NTM) skulle parterna följa överenskommelsen. De villkorades även att inte lägga sig i den andra partens NTM. Det fanns dock inga mekanismer i överenskommelsen i fall av brott mot villkoren.

## Tillägg och utveckling
Ett tillägg gjordes 1974 där antalet områden som varje part fick utrusta med ABM-försvar minskades till ett, i huvudsak eftersom inget av länderna hade utnyttjat den rätt som fanns i det första avtalet att få skydda ett andra område. I Sovjetunionen var området Moskva och i USA Grand Forks Air Force Base i North Dakota, där Stanley R. Mickelsen Safeguard Complex började närma sig färdigställande. Stanley R. Mickelsen Safeguard Complex togs i drift den 1 april 1975 och stängdes den 10 februari 1976. A-35 systemet som skyddade Moskva togs i drift 1971 och ersattes på 1990-talet av systemet A-135. 
De fortsatta förhandlingarna som villkorades i avtalet ledde till att SALT II-avtalet började förhandlas. SALT 1 skulle upphöra att gälla 3 oktober 1977, för att efterträdas av SALT II - även om båda parterna följde SALT I efter utgångsdatumet fram tills att SALT II var färdigdiskuterat. SALT II nådde dock aldrig samma resultat.

## Säkerhetspolitisk betydelse
Avtalet sågs av många i väst som ett viktigt steg för att kontrollera kärnvapenanvändningen och som ett underförstått erkännande av behovet av att skydda maktbalansen genom att se till att ingen av sidorna skulle kunna hoppas på att minska effekterna av ett kärnvapenkrig till acceptabla nivåer.
I öst men sågs avtalet även som en resursfråga. Sovjetunionen slapp i och med fördraget att underhålla ett antimissilförsvar samtidigt som man deltog i kärnvapenkapprustningen.
Under många år betraktades ABM-avtalet i väst som en viktig milstolpe för att begränsa kärnvapenanvändningen. Den allmänt spridda uppfattningen var att avtalet visade att med två starka fiender blir kärnvapen ett i praktiken oanvändbart vapen. Det sågs också som en bekräftelse på att Sovjetunionen hade anslutit sig till MAD-doktrinen om fullständig ömsesidig förstörelse.